# Amédée (film)
Pour les articles homonymes, voir Amédée.
Pour plus de détails, voir Fiche technique et Distribution.
Amédée est un film français réalisé par Gilles Grangier en 1949 et sorti l'année suivante.

## Synopsis
Employé dans un salon de beauté, Amédée doit subir une injection de penthotal. La dose est trop forte, et brusquement, Amédée révèle la vérité à tous et à toutes : aux clientes de l'institut, à sa femme qu'il trompe, à son patron qu'il vole, au percepteur, etc. Quand les effets du sérum de vérité s'atténuent, chacun retourne avec satisfaction à son petit marécage.

## Fiche technique
- Réalisation : Gilles Grangier
- Adaptation : Robert Beauvais, Gilles Grangier
- Dialogue : Robert Beauvais
- Photographie : Maurice Pecqueux
- Décors : Jacques Colombier
- Son : Lucien Lacharmoise
- Musique : Jean Marion
  - Chanson composée par Henri Betti avec des paroles d'André Hornez et interprétée par Rellys : Neuf fois sur Dix
- Montage : Andrée Danis
- Société de production : Les Films Carnot
- Directeur de production : Jean Darvey
- Société de distribution : Les Films Marceau
- Pays :  France
- Format : Noir et blanc - Son mono
- Durée : 87 minutes
- Genre : Comédie
- Date de sortie : 
  - France  - 15 février 1950
- Affiches : Roger Cartier, Fernand François (France)

## Distribution
- Rellys : Amédée
- Annette Poivre : Amélie
- Jeannette Batti : Jacqueline
- Robert Arnoux : M. Mareuil
- Pauline Carton : La tante Eugénie
- Gaston Gabaroche : Le médecin légiste
- André Bervil : Georges
- François Joux : Le docteur
- Julien Carette : Ange-Louis
- Marcel Pérès : M. Castapoul
- Christiane Hayrel : Monique Castapoul
- Madeleine Gérôme : Une vendeuse
- Yvonne Yma : Une invitée
- Marcel Delaître et Georges Tourreil : Les inspecteurs
- Jean Clarieux : Étienne
- Charles Lemontier : M. Legros
- Paul Azaïs : Le photographe
- René Worms et René Lacourt : Les amis
- Christian Simon : L'insupportable petit garçon
- Franck Maurice : Un ouvrier
- Émile Riandreys : Un agent
- Roger Vincent
- Marcel Portier
- Liliane Robin
- Josée Ariel